# Kadłubek Boldog Vince

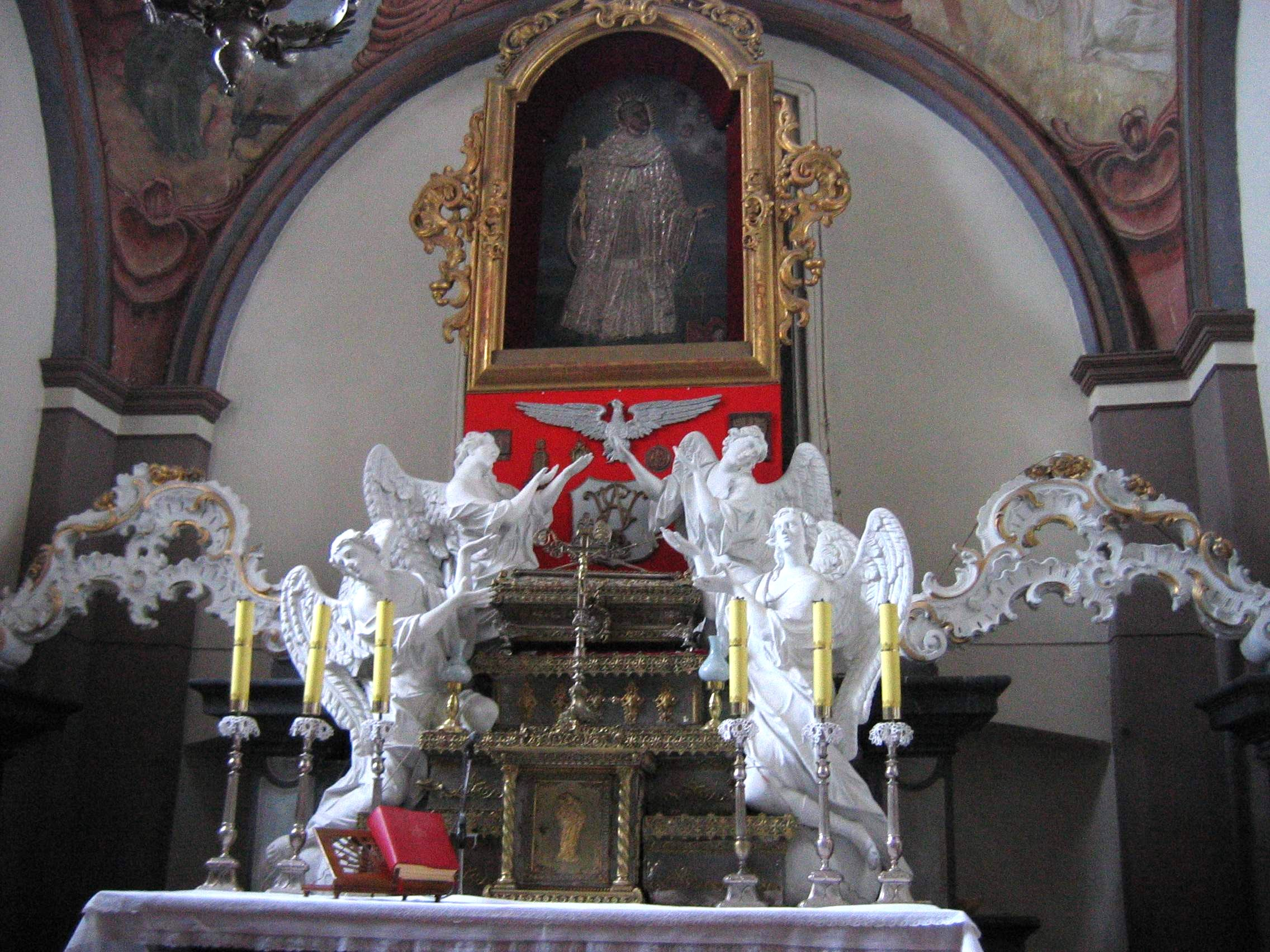
Wincenty mester relikviái a Jędrzejów kolostorban

Kadłubek Boldog Vince (Wincenty Kadłubek; Kargów vagy Karwów, 1161. – Jedrzejów, 1223. március 8.) latin nyelven író középkori lengyel krónikaíró és Krakkó püspöke volt, akit a következő neveken is ismernek: Vincent Kadlubek, Vincent Kadlubo, Vincent Kadlubko, Krakkói Vincent.

## Életútja
Gazdag lengyel családban született, a Sorbonne-on tanult. Amikor 1207-ben meghalt Fulk, Krakkó püspöke, Kadłubeket választották az utódjának, III. Ince pápa pedig jóváhagyta a döntést.
Megválasztásakor Lengyelország  politikai és erkölcsi mélyponton állt, ezért Ince arra kérte a püspököt, hogy újítsa meg az egyházat. Wincenty a vizitációk és misék során igyekezett a pápai utasításokat szem előtt tartani. Számos adományt juttatott a sulejówi, koprzywnicai és jędrzejówi kolostoroknak. Az ő befolyása érvényesült abban is, hogy 1224-ben II. András magyar király és I. Leszek lengyel fejedelem békét kötöttek. 
1216-ban felszentelte a Krakkó melletti Kleparzban épített Szent Flórián-templomot. 1218-ban lemondott, a jędrzejówi kolostorba vonult vissza, ahol a lengyelek közül elsőként belépett a cisztercita rendbe. Itt élt haláláig és az apátsági templom főoltára előtt temették el.
1764. február 18-án XIII. Kelemen pápa boldoggá avatta.

## Fő műve
Fő műve az 1203-ig terjedő Chronica seu originale regum et principum Poloniae [Lengyelország fejedelmeinek és királyainak krónikája], négy kötetben. Az első kötet legendákra épül, a második Gallus Anonymus krónikájára, az utolsó kettő pedig saját tapasztalataira. A hiányzó információkat példabeszédekkel és klasszikus kitérőkkel pótolta. Munkája során II. (Igazságos) Kázmér felfogását követte, mely szerint a történetírás célja „az ősök becsületének ráhagyományozása az utókorra.” Jan Długoszig ez a mű szolgált alapul valamennyi későbbi krónikának.
Ez a mű óriási hatást tett a lengyel politikai közgondolkodásra a következő évszázadokban. Megalapozta a lengyel nemesi köztársaság gondolatát, hiszen ez a munka beszél Lengyelországról először a "res publica", azaz a köztársaság fogalmai alapján.[forrás?]